# Miss Monde 2000
Miss Monde 2000, est la 50e élection de Miss Monde, qui s'est déroulée le 30 novembre 2000 au Dôme du Millénaire de Londres, en Royaume-Uni.
95 pays et territoires ont participé à l'élection. C'est la première édition réalisée sans la présence du propriétaire de Miss Monde, Eric Morley, décédé le 9 novembre 2000.
Pour la troisième fois dans l'histoire de Miss Monde, un « back-to-back » s'est instauré dans le palmarès. En effet, la gagnante, Priyanka Chopra, Miss Inde, a été couronnée par sa compatriote indienne Yukta Mookhey, Miss Monde 1999. Elle est la cinquième indienne à remporter le titre de Miss Monde. Sur le plan international, Priyanka Chopra règne la même année aux côtés de Lara Dutta, Miss Univers 2000 et Diya Mirza, Miss Asie-Pacifique 2000, toutes les deux représentantes de l'Inde.

## Résultats
| Résultat Final  | Candidates |
| --------------- | --- |
| Miss Monde 2000 | - Inde – Priyanka Chopra |
| 1re dauphine    | - Italie – Giorgia Palmas |
| 2e dauphine     | - Turquie – Yüksel Ak |
| Top 5           | - Kazakhstan – Margarita Kravtsova - Uruguay – Katja Thomsen Grien                                                                |
| Top 10          | - Chili – Isabel Bawlitza - Colombie – Andrea Durán - Kenya – Yolande Masinde - Ukraine – Olena Scherban - USA – Angelique Breaux |

## Reines de beauté des continents
| Continent      | Candidate                         |
| -------------- | --------------------------------- |
| Afrique        | Kenya – Yolanda Masinde           |
| Amérique       | Uruguay – Katja Thomsen           |
| Asie & Océanie | Inde – Priyanka Chopra            |
| Caraïbes       | Curaçao – Jozaine Marianella Wall |
| Europe         | Italie – Giorgia Palmas           |

## Candidates

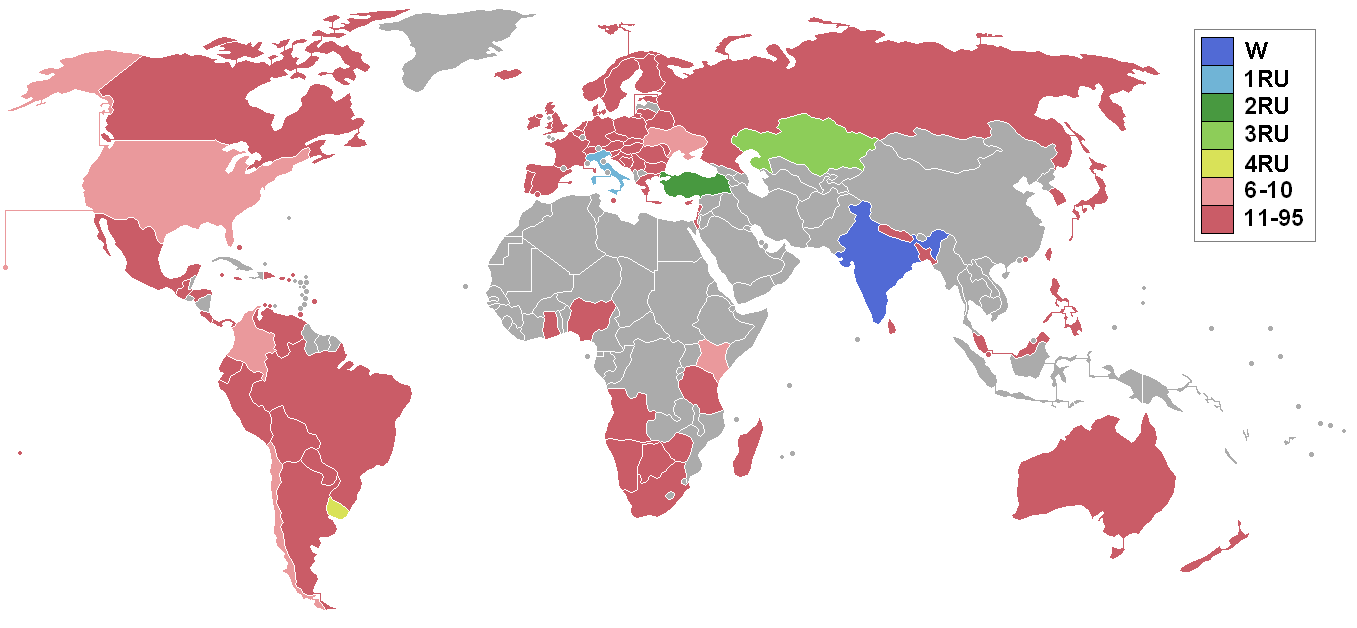
Pays représentés au concours de Miss Monde 2000 :
Miss Monde 2000
1re dauphine
2e dauphine
3e dauphine
4e dauphine
De la 5e à la 10e place
De la 11e à la 95e place
Pays n'ayant pas participé

95 candidates ont concouru pour le titre de Miss Monde 2000 :
| Pays/Territoire représenté  | Candidate                           | Âge    | Domicile            |
| --------------------------- | ----------------------------------- | ------ | ------------------- |
| Afrique du Sud              | Heather Joy Hamilton                | 22 ans | Durban              |
| Allemagne                   | Nicole Natascha Berg                | 20 ans | Viernheim           |
| Angleterre                  | Michelle Walker                     | 19 ans | Liverpool           |
| Angola                      | Deolinda Manuel Vilela              | 23 ans | Luanda              |
| Argentine                   | Daniela Alejandra Stucan Figlomen   | 19 ans | Ensenada            |
| Aruba                       | Monique Angelique van der Horn      | 21 ans | Oranjestad          |
| Australie                   | Renee Henderson                     | 23 ans | Melbourne           |
| Autriche                    | Patricia Kaiser                     | 16 ans | Eberschwang         |
| Bahamas                     | Latia Bowe                          | 23 ans | Nassau              |
| Bangladesh                  | Sonia Gazi                          | 21 ans | Dhaka               |
| Barbade                     | Leilani McConney                    | 19 ans | Holetown            |
| Biélorussie                 | Svetlana Kruk                       | 21 ans | Grodno              |
| Belgique                    | Joke Van de Velde                   | 20 ans | Melle               |
| Bolivie                     | Jimena Rico Toro Gamarra            | 22 ans | Cochabamba          |
| Bosnie-Herzégovine          | Jasmina Mahmutović                  | 19 ans | Bihać               |
| Botswana                    | Puna Keleabetswe Serati             | 21 ans |                     |
| Brésil                      | Francine Eickemberg                 | 18 ans | Camboriú            |
| Bulgarie                    | Ivanka Peytcheva                    | 18 ans | Sofia               |
| Canada                      | Christine Sunghee Cho               | 21 ans | Toronto             |
| Chili                       | Isabel Bawlitza                     | 19 ans | Linares             |
| Colombie                    | Andrea Durán Prieto                 | 24 ans | Bogotá              |
| Corée                       | Shin Jung-sun                       | 20 ans | Jeollabuk-do        |
| Costa Rica                  | Cristine De Mezerville Ferreto      | 22 ans | Heredia             |
| Croatie                     | Andreja Čupor                       | 18 ans | Ozalj               |
| Curaçao                     | Jozaine Marianella Wall             | 18 ans | Willemstad          |
| Chypre                      | Ifigenia Papaioannou                | 19 ans | Nicosie             |
| Danemark                    | Anne Katrine Vrang                  | 23 ans | Copenhague          |
| Écosse                      | Michelle Watson                     | 19 ans | Motherwell          |
| Équateur                    | Ana Dolores Murillo Sanchez         | 20 ans | Portoviejo          |
| Espagne                     | Verónica García Benito              | 20 ans | Tarragone           |
| Estonie                     | Irina Ovtšinnikova                  | 21 ans | Tallinn             |
| Finlande                    | Salima Anita Peippo                 | 18 ans | Turku               |
| France                      | Karine Meier                        | 20 ans | Meurthe-et-Moselle  |
| Ghana                       | Maame Ewarfaah Hawkson              | 22 ans |                     |
| Gibraltar                   | Tessa Sacramento                    | 19 ans | Gibraltar           |
| Grèce                       | Nancy Tzoulaki                      | 18 ans | Péloponnèse         |
| Guatemala                   | Cindy Margó Ramírez Lemus           | 24 ans | Alta Verapaz        |
| Hollande                    | Raja Moussaoui                      | 24 ans | Roermond            |
| Honduras                    | Verónica Alejandra Rivera Castellón | 17 ans | Cortés              |
| Hong Kong                   | Margaret Pui-Kin Kan                | 20 ans | Hong Kong           |
| Hongrie                     | Judit Kuchta                        | 21 ans | Budapest            |
| Îles Caïmans                | Jacqueline Bush                     | 25 ans |                     |
| Îles Vierges des États-Unis | Luciah Hedrington                   | 20 ans |                     |
| Îles Vierges britanniques   | Nadia Harrigan Ubinas               | 23 ans |                     |
| Islande                     | Elva Dögg Melsteð                   | 21 ans |                     |
| Inde                        | Priyanka Chopra                     | 18 ans | Bihar               |
| Irlande                     | Yvonne Ellard                       | 21 ans | Tipperary           |
| Irlande du Nord             | Julie Lee-Ann Martin                | 20 ans | Belfast             |
| Israël                      | Dana Dantes                         | 19 ans | Tel Aviv            |
| Italie                      | Giorgia Palmas                      | 18 ans | Cagliari            |
| Jamaïque                    | Ayisha Richards                     | 24 ans | Kingston            |
| Japon                       | Mariko Sugai                        | 23 ans |                     |
| Kazakhstan                  | Margarita Kravtsova                 | 19 ans | Almaty              |
| Kenya                       | Yolanda Masinde                     | 21 ans | Nairobi             |
| Liban                       | Sandra Rizk                         | 18 ans | Koura               |
| Lituanie                    | Martyna Bimbaite                    | 17 ans | Palanga             |
| Madagascar                  | Julianna Todimarina                 | 17 ans | Toamasina           |
| Malaisie                    | Tan Sun Wei                         | 24 ans | Kuala Lumpur        |
| Malte                       | Katia Grima                         | 19 ans | Qormi               |
| Mexique                     | Paulina Flores Arias                | 20 ans | Culiacán            |
| Moldavie                    | Mariana Baciu Moraru †              | 16 ans | Chișinău            |
| Namibie                     | Mia de Klerk                        | 21 ans | Windhoek            |
| Népal                       | Usha Khadgi                         | 20 ans | Birganj             |
| Nigeria                     | Matilda Kerry                       | 19 ans | Rivers              |
| Norvège                     | Stine Pedersen                      | 21 ans | Karmøy              |
| Nouvelle-Zélande            | Katherine Allsopp-Smith             | 21 ans | Gulf Harbour        |
| Panama                      | Ana Raquel Ochy Pozo                | 22 ans | Penonomé            |
| Paraguay                    | Patricia Villanueva Distefano       | 17 ans |                     |
| Pays de Galles              | Sophie-Kate Cahill                  | 17 ans | Cwmbran             |
| Pérou                       | Tatiana Angulo Yarita               | 22 ans | Trujillo            |
| Philippines                 | Katherine Annwen Dantes de Guzman   | 19 ans | San Carlos          |
| Pologne                     | Justyna Bergmann                    | 18 ans | Grudziądz           |
| Porto Rico                  | Sarybel Velilla Cabeza              | 24 ans | Toa Alta            |
| Portugal                    | Gilda Dias Pe-Curto                 | 21 ans | Lisbonne            |
| République dominicaine      | Gilda Patricia Jovine Martínez      | 19 ans | Saint-Domingue      |
| République tchèque          | Michaela Salačová                   | 18 ans | Moravské Budějovice |
| Roumanie                    | Alexandra Cosmoiu                   | 20 ans | Bucarest            |
| Russie                      | Anna Bodareva                       | 19 ans | Moscou              |
| Singapour                   | Charlyn Ding Zung Ee                | 19 ans | Singapour           |
| Slovaquie                   | Janka Horečná                       | 20 ans | Žilina              |
| Slovénie                    | Maša Merc                           | 22 ans | Maribor             |
| Sri Lanka                   | Ganga Gunasekera                    | 25 ans | Colombo             |
| Suède                       | Ida Sofia Gabriella Manneh          | 23 ans | Uppland             |
| Suisse                      | Mahara Brigitta McKay               | 19 ans | Untersiggenthal     |
| Tahiti                      | Vanina Bea                          | 19 ans | Papeete             |
| Taipei chinois              | Shu-Ting Hao                        | 22 ans | Taipei              |
| Tanzanie                    | Jacqueline Ntuyabaliwe Mengi        | 22 ans | Dar es Salaam       |
| Trinité-et-Tobago           | Rhonda Rosemin                      | 23 ans | Port-d'Espagne      |
| Turquie                     | Yüksel Ak                           | 20 ans | Istanbul            |
| Ukraine                     | Olena Shcherban                     | 17 ans | Nikopol             |
| Uruguay                     | Katja Alexandra Thomsen Grien       | 18 ans | Punta del Este      |
| USA                         | Angelique Breaux                    | 22 ans | San Diego           |
| Venezuela                   | Vanessa Cárdenas Bravo              | 19 ans | Maracaibo           |
| Yougoslavie                 | Iva Milivojević                     | 19 ans | Belgrade            |
| Zimbabwe                    | Victoria Moyo                       | 21 ans | Harare              |

## Déroulement de l'élection

### Prix attribués
- Best World Dress Designer :   Kazakhstan – Margarita Kravtsova

### Ordre d'annonce des finalistes
| 1. Italie 2. Chili 3. Colombie 4. USA 5. Uruguay 6. Kazakhstan 7. Turquie 8. Ukraine 9. Inde 10. Kenya | 1. Kazakhstan 2. Italie 3. Inde 4. Turquie 5. Uruguay |

### Jury
| Membre            | Nationalité             | Notes                                                                   |
| ----------------- | ----------------------- | ----------------------------------------------------------------------- |
| Stephanie Beacham | Britannique             | Actrice.                                                                |
| Ozwald Boateng    | Britannique             | Maître tailleur.                                                        |
| Errol Brown       | - Jamaïco-britannique   | Chanteur.                                                               |
| Lulu              | Britannique             | Actrice, chanteuse, gagnante du Concours Eurovision de la chanson 1969. |
| Terry O'Neill     | Britannique             | Photographe.                                                            |
| Lucy Sykes        | - Américano-britannique | Styliste et journaliste.                                                |
| Hemant Trevedi    | Indienne                | Styliste et chorégraphe.                                                |
| Amanda Wakeley    | Britannique             | Styliste.                                                               |
| Shah Rukh Khan    | Indienne                | Acteur et producteur de cinéma.                                         |

### Musique
1. A Girl Like You, d'après l'album  d'Edwyn Collins, Gorgeous George publié en 1997.
2. My Girl, single du groupe The Temptations publié en 1964.
3. More Than A Woman, d'après l'album du groupe 911, There It Is publié en 1998.
4. Dreams, d'après l'album de Gabrielle, Find Your Way publié en 1993.
5. You're the First, the Last, My Everything, d'après l'album de Barry White, Can't Get Enough publié en 1974.
6. You To Me Are Everything, d'après l'album de The Real Thing, Real Thing publié en 1976.
7. How Sweet It Is (To Be Loved by You), d'après l'album de Marvin Gaye, How Sweet It Is to Be Loved by You publié en 1965.
8. She's A Lady, d'après l'album de Tom Jones, She's a Lady publié en 1971.

## Observations